# 安心院町
安心院町（あじむまち）は、大分県北部、宇佐郡に属した町である。

## 地理
南端にそびえる立石山（標高1059メートル）をはじめとして南部には山が多い。北西部に盆地があり、そこから津房川が流れる。

## 歴史
- 1889年（明治22年）4月1日 - 町村制施行に伴い宇佐郡木裳村、妻垣村、古市村、上市村、折敷田村、原村、飯田村、新原村、下毛村、荘村、戸方村が合併し、安心院村（あじむむら）が発足。
- 1938年（昭和13年）10月1日 - 町制施行し安心院町となる。
- 1951年（昭和26年）4月1日 - 宇佐郡竜王村の一部（大字恒松・竜王・田ノ口・大仏・辻）を編入。
- 1955年（昭和30年）
  - 1月1日 - 宇佐郡深見村、佐田村、津房村、駅川村（一部）と合併し、安心院町を新設。
  - 3月31日 - 宇佐郡駅川村（一部）、速見郡南端村（一部）を編入。
- 2005年（平成17年）3月31日 - 宇佐市・宇佐郡院内町と新設合併し、新市制による宇佐市になる。

## 教育

### 高等学校
- 大分県立安心院高等学校

### 中学校
- 安心院中学校

### 小学校
- 宇佐市立安心院小学校
- 佐田小学校
- 津房小学校
  - 萱籠分校
- 深見小学校
  - 福貴野分校

## 交通
- 最寄り空港は大分空港。

### 鉄道
町内を鉄道路線は走っていない。鉄道を利用する際は、JR九州日豊本線中津駅からバス路線があるため、実質的な最寄り駅となっている。

### 道路

#### 高速道路
- 宇佐別府道路
  - 安心院インターチェンジ - 大分農業文化公園インターチェンジ

#### 一般国道
- 国道500号

#### 一般県道
- 大分県道50号安心院湯布院線

## 名所・旧跡・観光スポット・祭事・催事
- 九州自然動物公園アフリカンサファリ
- 大分農業文化公園
- 家族旅行村安心院
- ソニックパーク安心院
- 東椎屋の滝
- 福貴野の滝
- こて絵